# Heidenmauer (Pfalz)
Die Heidenmauer in der Waldgemarkung der pfälzischen Kur- und Kreisstadt Bad Dürkheim (Rheinland-Pfalz) ist ein 2,5 km langer Ringwall, der um das Jahr 500 v. Chr. durch Kelten nach Art eines Murus Gallicus errichtet und nicht lange danach wieder niedergelegt wurde. Die Holzanteile der Mauer verschwanden im Lauf der Zeit durch Verrottung, die Steine sind erhalten.
Die Heidenmauer ist ein Kulturdenkmal nach dem Denkmalschutzgesetz des Landes Rheinland-Pfalz.

## Geographie

### Lage
Die Höhenburg liegt 1 km nordwestlich von Bad Dürkheim auf einer mittleren Höhe von 286 m ü. NHN; der höchste Punkt im Nordwesten auf der Bergkuppe ist 297 m hoch, der tiefste beim ehemaligen Tor im Osten 264 m. Die Anlage 170 m über der Stadt umfasst die 297 m hohe Kuppe und den Südosthang des Kästenbergs. Dies ist ein südlicher Ausläufer des Teufelssteins, der zur Haardt gehört, dem Ostrand des Pfälzerwalds zur Rheinebene hin. Südlich, am Hangfuß, durchbricht das Flüsschen Isenach, ein linker Zufluss des Rheins, den Gebirgsrand und tritt in die Ebene ein.

### Umgebung
Unterhalb des früheren Eingangs der Heidenmauer befindet sich der ehemalige römische Steinbruch Kriemhildenstuhl. Auf dem wenige hundert Meter entfernten Gipfel des Teufelssteins steht der gleichnamige Monolith, der in der Keltenzeit Gegenstand religiöser Riten war. Hoch über dem Südufer der Isenach liegen die Ruinen zweier mittelalterlicher Anlagen, in Fließrichtung zunächst die Hardenburg, dann die Benediktinerabtei Limburg.

## Geschichte

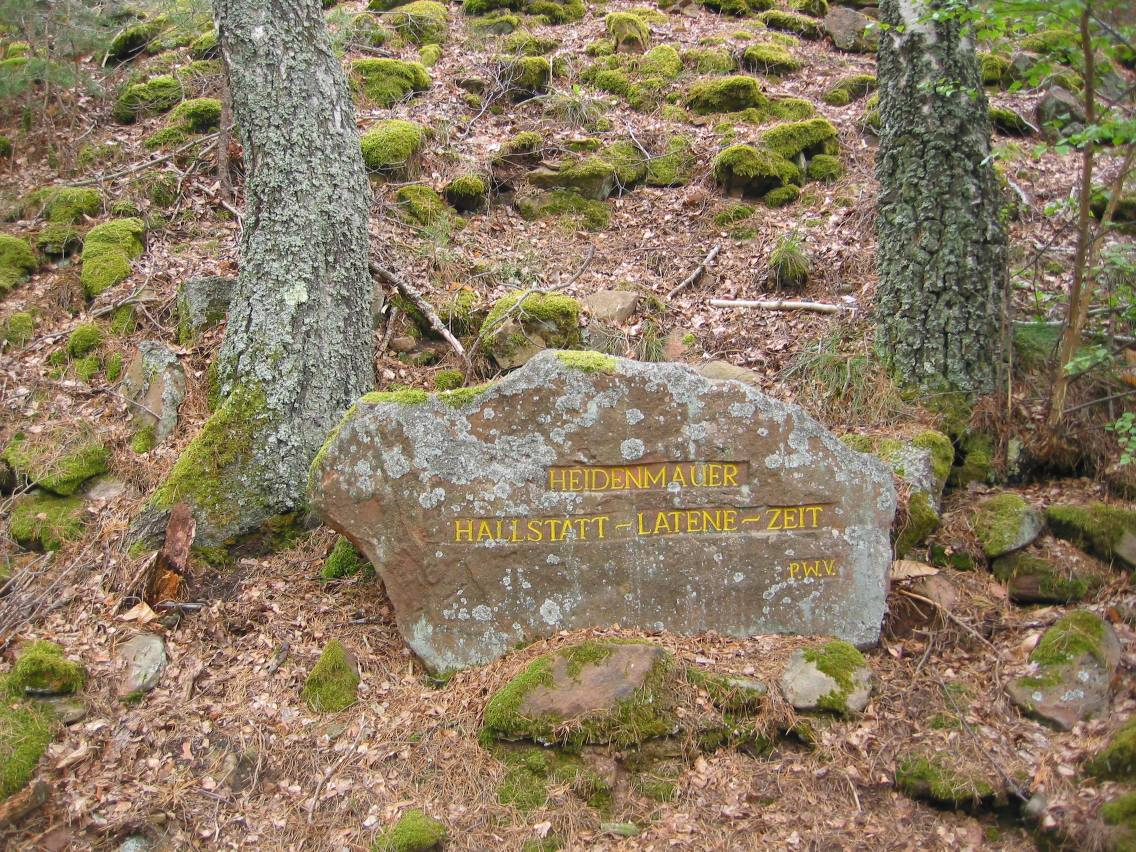
Ritterstein 280 bei der Heidenmauer

Der Name Heidenmauer entstand durch den Volksmund, der alte Bauwerke oftmals kurzerhand und pauschal den „Heiden“ zuschrieb.
Das Bauwerk samt Siedlung wurde am Ende der Hallstattzeit um 500 v. Chr. durch eine keltische Volksgruppe errichtet, die sich nicht näher identifizieren lässt. Reichhaltige Keramikfunde ermöglichen eine sehr genaue Datierung. Fast alle Gefäße sind handgearbeitet, aber nur wenige Stücke weisen Drehsteinspuren auf; diese Technik kam erst nach 500 v. Chr. in der Latènezeit auf. Weiter wurden Hiebmesser aus Eisen gefunden sowie „Napoleonshüte“, pyramidenförmige Steine, die mit der Spitze nach unten in den Boden gesteckt wurden, um als Unterlage für das Mahlen von Korn zu dienen. Außerdem fanden sich Hinweise auf Milchwirtschaft und Eisenverhüttung.
Die Bewohner trieben den Fundstücken zufolge Handel mit Keramikprodukten aus Oberitalien und vor allem Griechenland. Als zu Beginn der Latènezeit die Griechen ihre Handelsrouten zur Iberischen Halbinsel und den Inseln des westlichen Mittelmeers hin verlegten, verloren die Bewohner der Anlage ihre Lieferanten. Wohl deshalb war die Siedlung lediglich von einer Generation, also 30 bis 40 Jahre lang, bewohnt. Dies ist ablesbar an der nur knapp 20 cm starken Siedlungsschicht über dem Naturboden und an extrem seltenen Ausbesserungen in den erhaltenen Basisbereichen der Mauer. Es gibt weder Brand- noch sonstige Kriegsspuren, so dass alles für eine friedliche Aufgabe der Siedlung spricht. Durch das Niederlegen der Mauer verhinderte man, dass ein nachrückender Konkurrenzstamm die Einrichtung nutzen konnte.
Im 4. Jahrhundert n. Chr. wurde ein kleinerer Teil der Ringmauer wie zuvor schon unterhalb der Kriemhildenstuhl von den Römern als Steinbruch genutzt.

## Forschungsgeschichte
Als nach Napoleons Sturz und dem Wiener Kongress die linksrheinischen Anteile der Kurpfalz 1816 dem Königreich Bayern zugeschlagen worden waren, wurden bayerische Landvermesser auf die Heidenmauer aufmerksam. Untersuchungen nahm allerdings erst 1874/75 der Student Christian Mehlis vor, der später in Neustadt an der Haardt als Lehrer für Geschichte und alte Sprachen am Humanistischen Gymnasium, dem heutigen Kurfürst-Ruprecht-Gymnasium, tätig war.
In den Jahren 1937–39 führte Hans Schleif für das der SS nahestehende Projekt Ahnenerbe erstmals Ausgrabungen durch, die mit Beginn des Zweiten Weltkriegs eingestellt wurden. Schleif gedachte ein germanisches Heiligtum auszugraben, möglicherweise weil er eine römische Arbeitsmarkierung im Steinbruch Kriemhildenstuhl unterhalb der Heidenmauer als Hakenkreuz missdeutet hatte.
Von 2004 bis 2006 fanden Grabungen der Archäologischen Denkmalpflege Speyer im Rahmen des Schwerpunktprogramms Frühkeltische Fürstensitze statt, das von der Deutschen Forschungsgemeinschaft finanziert wird. Die Grabungsleitung hatte Thomas Kreckel. Das Projekt wollte die Ergebnisse, die in Auszügen u. a. in der Tageszeitung Die Rheinpfalz veröffentlicht wurden, auf Verbindungen zu anderen keltischen Relikten in der näheren Umgebung überprüfen. Dazu gehören vor allem Überbleibsel auf dem 2 km südwestlich gelegenen Gelände des späteren Klosters Limburg über dem jenseitigen Südufer der Isenach. Nach Auswertung der Grabungen sollten die Ergebnisse erhärten, dass der Impuls für die Siedlung innerhalb der Heidenmauer vom Limburg-Plateau ausging, das schon vorher und bis zur Landnahme durch die Römer (1. Jahrhundert v. Chr.) von Kelten bewohnt war.

## Anlage

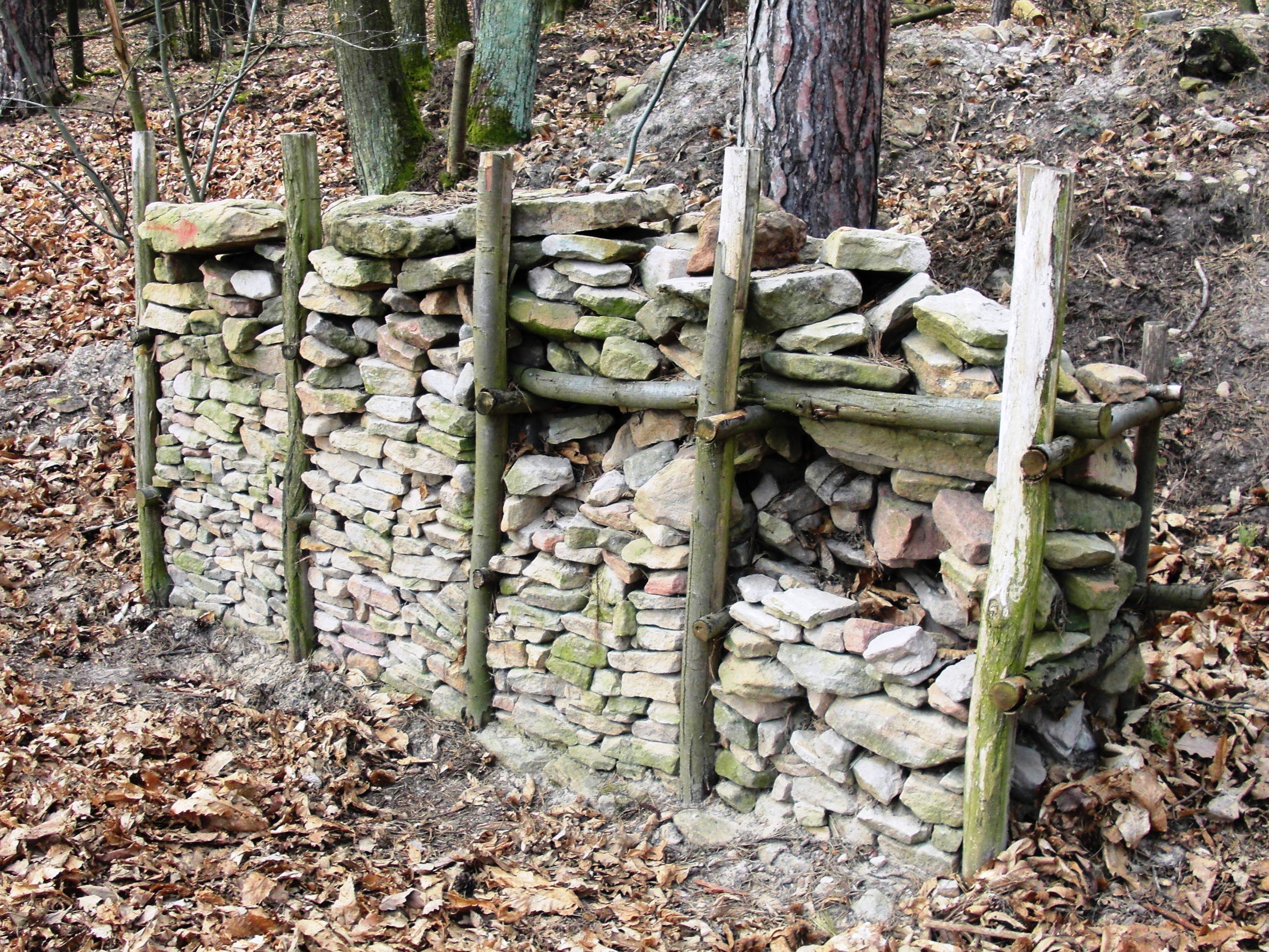
Kleine Rekonstruktion der Heidenmauer

Der Ringwall der Heidenmauer besteht aus der wallartig erscheinenden niedergelegten Mauer. Sie umschließt Siedlungsreste, die teilweise jahrhundertelang offenlagen oder erst bei Grabungen zutage kamen.
Der Wall ist insgesamt 2,5 km lang und umschließt ein Areal von 26 Hektar. Vom nördlichsten Punkt bis zur südlichsten Ecke sind es etwa 700 m, von der westlichsten zur östlichsten Ecke etwa 600 m. Im Grundriss hat die Anlage die Gestalt eines Bogens mit zum Schuss gespannter Sehne. Der Bogen erstreckt sich von Westen über Norden nach Osten, die Sehne bildet eine nahezu rechtwinklige Spitze nach Süden. Wo im Osten am tiefsten Punkt der Anlage auf 260 m Bogen und Sehne zusammenstoßen, befand sich ein etwa 7 m breites Tor mit einer etwa 9 m langen Torgasse, die heute noch zwei durch eine Steinreihe getrennte „Fahrbahnen“ aufweist. Das Tor war vermutlich mit einem hölzernen Überbau versehen.
Die Mauer selbst, ein sogenannter Murus Gallicus, bestand aus einem Holzgerüst, das aus senkrechten Pfosten und waagerechten Querbalken konstruiert und mörtellos mit Bruchsteinen verfüllt war. Die glatten Seiten der Steine bildeten die Außenfassade. Die Zwischenräume waren weitgehend mit Sand ausgefüllt. Da die Holzteile bis auf geringe Reste verschwunden sind (deswegen wird auch der Fachbegriff Pfostenschlitzmauer verwendet), kann nur indirekt von der Masse auf die Höhe der intakten Mauer geschlossen werden. Das Profil des heutigen Steinwalls verjüngt sich nach oben; an der Basis ist er 15–20 m stark, am Scheitelpunkt 3–4 m. Seine Höhe beträgt zwischen 3 und 10 m.
Etwa 80 m südlich des Tores und oberhalb des Kriemhildenstuhls vermuten die Archäologen eine Bastion: Dort sind die Steine der Mauer nach innen versetzt, was darauf hindeutet, dass an dieser Stelle, die einen weiten Ausblick in die Rheinebene und auch zum Taleingang der Isenach ermöglicht, ein hölzerner Turm eingepasst war, der die Mauer überragte.
Vor dem nordwestlichen Mauerbogen, der im oberen Bereich (285–300 m Höhe) der Bergkuppe verläuft, zieht sich ein annähernd 500 m langer und bis 15 m breiter Graben hin, der auf der recht flachen Kuppe offenbar den Niveauunterschied zur Mauerkrone vergrößern sollte. Der Graben knickt am nördlichsten Punkt der Mauer fast rechtwinklig nach Nordosten ab und verläuft hangabwärts, bevor er nach gut 100 m endet. Auf diese Weise wurde bei Starkregen das Wasser aus dem Graben abgeleitet und der Unterspülung der Mauer vorgebeugt. Der Volksmund war zu einer anderen – sagenhaften – Deutung gekommen: Hans von Trotha (um 1450–1503), regional nachträglich als Raubritter „Hans Trapp“ verschriener Burgherr auf dem südpfälzischen Bertwartstein (und sicherlich niemals Besucher der damals schon seit 2000 Jahren verfallenen Heidenmauer-Anlage), soll in dem Graben einen größeren Wurstvorrat deponiert haben; nach dieser Sage entstand die populäre Bezeichnung Wurstgraben.
Das von der Mauer umschlossene Gebiet weist zahlreiche kleine Hügel unterschiedlicher Größe auf. Dabei dürfte es sich um die Reste der Wohnbebauung handeln, die noch nicht erforscht ist; lediglich ein Fußbodenfragment aus gestampftem Lehm wurde bisher freigelegt. Aus diesem Grunde können noch keinerlei Schlüsse auf die Personenzahl der Siedlung gezogen werden. Allerdings ist angesichts der gefundenen Gebrauchsgegenstände von einer flächigen Besiedlung auszugehen.
Im Nordbereich tritt eine Quelle an die Oberfläche, deren überschüssiges Wasser vielleicht ebenfalls zum Nordostgraben floss. Während der Zeitspanne der Besiedlung war die Anlage wohl weitgehend baumlos; im 20. Jahrhundert wurde sie gezielt aufgeforstet.
Am Nordwestrand der Anlage hat der Pfälzerwald-Verein den Ritterstein 280 Heidenmauer • Hallstatt-Latène-Zeit aufgestellt.